# Ulrike Panse
Ulrike Panse (* 18. April 1974 in Berlin) ist eine deutsche Schauspielerin.

## Leben und Werk
Ulrike Panse ist in Ostberlin geboren und dort in einer Theater- und Filmfamilie aufgewachsen. Ihr Vater ist der Schauspieler und Regisseur Wolf-Dieter Panse. Während der Schulzeit begann sie als Schauspielerin zu arbeiten und war einige Jahre in größeren Rollen in Film und Fernsehen zu sehen, sie drehte u. a. in Frankreich und lebte ein Jahr in Paris. In Frankfurt ermittelte sie noch als Tatort-Kommissarin, bevor sie für elf Jahre nach Italien ging. Seit 2009 wieder zurück in Berlin absolvierte Ulrike eine Meisner-Ausbildung am Actors Space Berlin bei Andé Bolouri und eine Sprecherausbildung bei Katharina Koschny. Sie lernte bei Vanessa Stern Comedy, spielte hier und da kleine Rollen und wechselte nebenbei für ein paar Jahre ins Regie- und Castingfach. Inzwischen ist Ulrike Panse Psychologin und angehende Psychotherapeutin.

## Filmografie (Auswahl)
- 1994: Hass im Kopf
- 1995: Kinder des Satans
- 1995: Zaubergirl (Fernsehfilm)
- 1996: Kinder ohne Gnade
- 1997: Koma – Lebendig begraben
- 1997: Einfach Klasse
- 1998: Angel Express

## Serien (Auswahl)
- 1995: Sportarzt Conny Knipper – Sieger und Verlierer
- 1995: Vater wieder Willen
- 1996: SK-Babies
- 1996: Wolkenstein
- 1996: Ein Mord für Quandt
- 1997: Entre terre et mer
- 1998: Tatort – Gefährliche Zeugin
- 1998: Alarm für Cobra 11
- 2007: Löwenzahn
- 2012: Bella Block: Hundskinder
- 2016: Babylon Berlin

## Theater
- 2022–2024: Seid doch laut. Site specific performance über die Frauen für den Frieden in der DDR in der ehemaligen Stasizentrale in Berlin-Lichtenberg
- 2024: Seid doch laut Gastspiele in Dresden und Schwerin